# 파발제
파발제(擺撥祭)는 1996년부터 시작된 서울특별시 은평구의 주요 축제이다. 2016년부터 서울시 브랜드 축제로 지정되었고, 2019년부터 다양한 프로그램을 추가하여 운영되고 있다.

## 2019 파발제

### 통제도에 현대적인 콘텐츠를 결합한 은평구 브랜드 축제
도심 속에서 역사를 만나고, 평화의 길을 함께 걷는 시간
은평의 거리와 일상의 공간이 평화와 통일의 파발로로 펼쳐진다.
남과 북으로 천리(千里), 통일의 시대를 열어가는 은평의 지리적 특성과 파발제도의 역사적 의미를 더해
소통과 화합, 더 나아가 평화의 메시지를 전하는 축제로 진행된다.
여름의 시작, 파발제만의 풍성한 볼거리와 즐길거리로 특별한 경험을 선사해드린다.
행사명 : 2019 파발제
행사일시 : 2019. 5. 31.(금) ~ 6. 1.(토)
행사장소 : 은평구 일원
주최/주관 : 은평구, (재)은평문화재단·2019 파발제 추진위원회
후원/협력 : 서울특별시, 서울혁신파크
주요 프로그램 : 파발 길놀이, 토크콘서트, 퀴즈쇼, 체험마당, 축하공연 등

## 2018 파발제

### 파발, 통일의 빛을 쏘아 올리다!
2018 파발제
전통문화를 계승하고 발전시켜 지역의 정체성을 찾는 은평구의 전통문화축제!
남과 북으로 천리(千里), 통일의 시대를 열어가는 은평구의 지리적 특성과
역사적 의미를 현대의 시점으로 소환하여 과거와 현재를 이어나가는
의례와 축제로 담아보고자 한다.
시대는 변하지만 파발이 주는 의미는 현대에 이르러
정보를 전하기 위한 소통의 확장과 발달로 이어지고 있다.
특히 전 국민의 화두이자 소원인 평화와 통일이라는 주제에 즐거운 상상력,
유쾌한 어울림 그리고 더 나아가 지역민의 염원을 담아내는
화합과 연대의 장을 마련하여 화려한 볼거리를 선사할 것이다.
행사명 : 2018 파발제
행사일시 : 2018. 10. 3.(수) 10:00 ~ 
행사장소 : 구파발역 일대

## 2017 파발제

### 은평구의 대표적인 지역전통 문화축제
2017 파발제
행사일시 : 2017. 10. 14.(토) 11:00 ~ 17:00
행사장소 : 은평구 일원(구파발역, 역촌역 평화공원, 은평문화예술회관 등)
주요행사 : 파발재현극, 파발출정식, 파발길놀이, 거점 축하공연 등
조선 시대 파발의 근간인 서발의 첫 역참지인
구파발의 지리적 역사성을 재조명하고, 통일을 염원하는
파발 길놀이단의 재현을 통해 파발제의 참모습을 대내외 알려 우리의 전통문화를
계승·발전시키고자 하는 은평구의 대표적인 지역 전통 문화축제이다.
구파발 지역에 있는 서발은 서울의 끝에서 의주에 이르는 대로의
첫 역참지이며 대륙으로 통하는 길목으로 지리적·역사적으로 매우 중요한 곳으로,
파발제는 통일의 관문인 은평 지역 구민들의 통일에 대한 염원을
조선 시대 파발제와 한데 묶었다. 주요행사로는 개막전 문화공연으로
전문공연단체와 주민축하공연, 개막행사로 파발 출정식과 파발제 유래에 대한
재현 극이 진행된다. 또한, 역참 모형, 기발, 보발, 파발마 및 길놀이 등
참여 시민들로 구성된 대규모 퍼레이드가 볼거리를 제공하고, 종착지인
은평문화예술회관에서는 파발 문을 전달하는 장면을 재현한다.

## 같이 보기
- 파발
- 구파발